# Műkorcsolya az 1998. évi téli olimpiai játékokon
Az 1998. évi téli olimpiai játékokon a műkorcsolya versenyszámait Naganóban rendezték február 8. és 20. között.

## Éremtáblázat
(Az egyes számoszlopok legmagasabb értéke vagy értékei vastagítással kiemelve.)
| Az 1998. évi téli olimpiai játékok éremtáblázata műkorcsolyában | Az 1998. évi téli olimpiai játékok éremtáblázata műkorcsolyában | Az 1998. évi téli olimpiai játékok éremtáblázata műkorcsolyában | Az 1998. évi téli olimpiai játékok éremtáblázata műkorcsolyában | Az 1998. évi téli olimpiai játékok éremtáblázata műkorcsolyában | Olimpia  |
| --------------------------------------------------------------- | --------------------------------------------------------------- | --------------------------------------------------------------- | --------------------------------------------------------------- | --------------------------------------------------------------- | -------- |
|                                                                 | Ország                                                          | Arany                                                           | Ezüst                                                           | Bronz                                                           | Összesen |
| 1.                                                              | Oroszország (RUS)                                               | 3                                                               | 2                                                               | 0                                                               | 5        |
| 2.                                                              | Egyesült Államok (USA)                                          | 1                                                               | 1                                                               | 0                                                               | 2        |
|                                                                 |                                                                 |                                                                 |                                                                 |                                                                 |          |
| 3.                                                              | Kanada (CAN)                                                    | 0                                                               | 1                                                               | 0                                                               | 1        |
|                                                                 |                                                                 |                                                                 |                                                                 |                                                                 |          |
| 4.                                                              | Franciaország (FRA)                                             | 0                                                               | 0                                                               | 2                                                               | 2        |
| 5.                                                              | Kína (CHN)                                                      | 0                                                               | 0                                                               | 1                                                               | 1        |
|                                                                 | Németország (GER)                                               | 0                                                               | 0                                                               | 1                                                               | 1        |
|                                                                 |                                                                 |                                                                 |                                                                 |                                                                 |          |
| Összesen                                                        | Összesen                                                        | 4                                                               | 4                                                               | 4                                                               | 12       |

## Érmesek
| Az 1998. évi téli olimpiai játékok érmesei műkorcsolyában |                                                         |                                                            |                                                          |
| Versenyszám                                               | Arany                                                   | Ezüst                                                      | Bronz                                                    |
| Férfi                                                     | Ilja Kulik · Oroszország (RUS)                          | Elvis Stojko · Kanada (CAN)                                | Philippe Candeloro · Franciaország (FRA)                 |
| Női                                                       | Tara Lipinski · Egyesült Államok (USA)                  | Michelle Kwan · Egyesült Államok (USA)                     | Csen Lu (Chen Lu) · Kína (CHN)                           |
| Páros                                                     | Oroszország (RUS) · Okszana Kazakova · Artur Dmitrijev  | Oroszország (RUS) · Jelena Berezsnaja · Anton Sziharulidze | Németország (GER) · Mandy Wötzel · Ingo Steuer           |
| Jégtánc                                                   | Oroszország (RUS) · Okszana Griscsuk · Jevgenyij Platov | Oroszország (RUS) · Anzselika Krilova · Oleg Ovszjannyikov | Franciaország (FRA) · Marina Anissina · Gwendal Peizerat |